# Torneio Internacional Zé Dú de 2004
O Torneio internacional “Zé Dú” de  hóquei em patins  visa homenagear  o 62º aniversário do Presidente da República de Angola, José Eduardo dos Santos.., no Pavilhão Anexo nº I da Cidadela Desportiva, Luanda, o 3.º Troféu Internacional de Hóquei em Patins, denominado "Troféu José Eduardo dos Santos". 

## Classificação Final
| Pos. | País                     |
| ---- | ------------------------ |
| 1.   | JUVENTUDE DE VIANA       |
| 2.   | CLUBE PORTUGUES RECIFE   |
| 3.   | PETRO ATLETICO DE LUANDA |
| 4.   | NORTECOOP                |
| 5.   | MISTO DO MAPUTO          |
| 6.   | G D BANCA                |

## Ligações Externas
- Predefinição:Www.fap-patinagem.com/uploads/files/Palmares.doc